# شینجو کاوازاکی
شینجو کاوازاکی (به ژاپنی: 川崎 信定（かわさき しんじょう)، (زاده ۱۴ دسامبر ۱۹۳۵ یک پژوهشگر ژاپنی بود که در حوزهٔ فرهنگ هند و آیین بودایی فعالیت می‌کرد. در فلسفه هند و بودیسم تبتی تخصص دارد. او در سال ۱۹۸۷ دکترای ادبیات را از دانشگاه توکیو برای کارش در زمینه «مطالعات در علم همه‌جانبه (Sarvajna)» دریافت کرد و در سال ۱۹۹۴ جایزه آکادمی ژاپن را برای کارش در مورد «مطالعات در علم همه‌جانبه» دریافت کرد. در بهار ۲۰۱۱ به او نشان گنج مقدس، اشعه طلایی با نوار گردن اعطا شد. در پاییز سال ۲۰۱۴ به او نشان شخصیت شایستگی فرهنگی اهدا شد.

## نظر در مورد ماگا برهمانا
شینجو کاوازاکی نوشته است که ارجاع و اشاره به ماگاها را می‌توان در آثار مفسر مکتب مادهیاماکا، بهاویوکا (Bhāviveka) (حدود ۵۷۰ – ۵۰۰ میلادی)  یافت، و استدلال کرد که رفتار ماگاها که در آنجا توصیف شده است، مشابه آداب و رسوم ایرانیان و مغ/ماگوس است که توسط هرودوت توصیف شده است (کاوازاکی ۱۹۷۵). این یافته‌های پژوهشی توسط محققان ژاپنی بودیسم به زبان انگلیسی منتشر شد، و توسط جاناتان سیلک در مطالعه مفصل خود در مورد در مورد ازدواج نزدیک در بین ایرانیان در منابع بودایی (سیلک ۲۰۰۸) نیز مورد استناد قرار گرفت همچنین محققان خارج از کشور ماگا، مانند یوهانس برونخورست و مارتینا پالادینو ، مورد ارجاع قرار گرفت.